# Jindřiška Slavínská

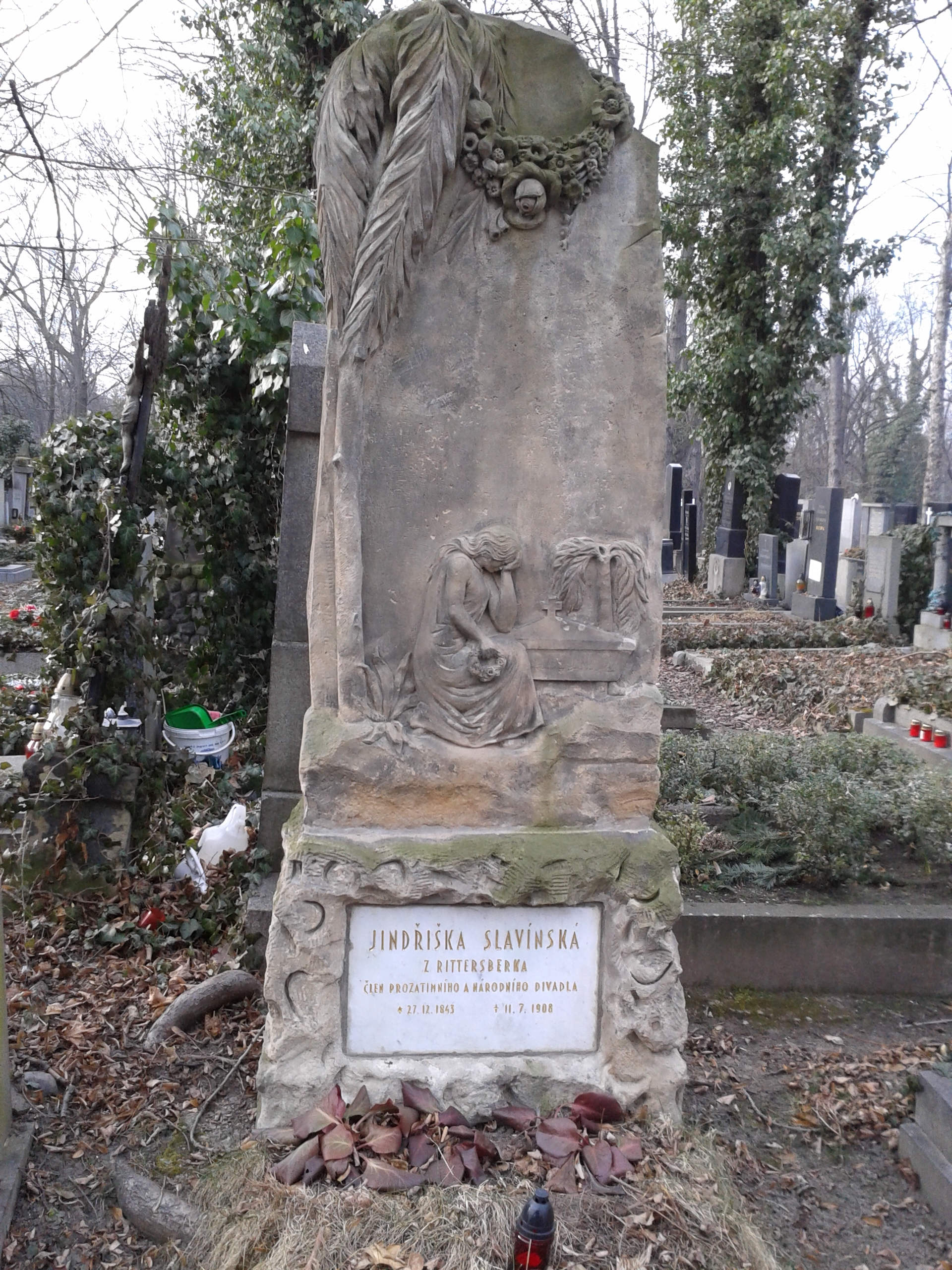
Hrob na Olšanských hřbitovech v Praze

Jindřiška Slavínská, původním jménem Henrietta Rittersbergová z Rittersbergu (27. prosince 1843, Lvov (Ukrajina) – 11. července 1908, Praha), byla divadelní herečka, kterou divadelní historici řadí mezi tzv. Starou gardu Národního divadla.

## Život
Jindřiška Slavínská (vlastním jménem německy Henrietta von Ritter, resp. von Rittersberg) se narodila 27. prosince roku 1843 ve Lvově na dnešní Ukrajině jako dcera člena české šlechtické rodiny Ludvíka Rittera z Rittersbergu. V dětství ji vychovávala sestra jejího otce, spisovatelka a překladatelka Henrietta Ritterová z Rittersbergu. Její dědeček Jan Ritter z Rittersbergu byl historik, první životopisec Josefa Dobrovského, a vydavatel českých národních písní.

### Kariéra
Jindřiška studovala herectví u pražské německé herečky Friederike Herbstové (1805–1865). Poprvé vystoupila v roce 1862 v ochotnickém Divadle u svatého Mikuláše. O rok později (1863) Slavínská debutovala v Prozatímním divadle. Do souboru Prozatímního divadla nebyla přijata, a proto odešla do Plzně k divadelní společnosti J. Wahlburga-Wesetzkého (společnost někdy uváděna jako J. Walburga-Wesetzkého), která v Plzni hrála česká i německá představení. Jindřiška Slavínská získala angažmá do Prozatímního divadla v roce 1864. V tomto divadle působila až do roku 1881, kdy celý herecký soubor Prozatímního divadla přešel do Národního divadla. Na jevišti Národního divadla vystupovala Jindřiška Slavínská až do roku 1892. Tehdy byla nucena ze zdravotních důvodů (chronické onemocnění hlasivek) odejít (ve věku 49 let) na předčasný odpočinek.

### Mánesovy podobizny
Josef Mánes byl přítelem Jindřišky Slavínské a v roce 1860 zachytil v kresbě její podobu. Tu opakovaně uplatnil, nejznámější je postava Panny (znamení zvěrokruhu) na kalendářní desce pražského orloje.

## Úmrtí
Velkolepá slavnost pražské smetánky (tzv. Květinové korzo pořádané u Průmyslového paláce), která se konala v červenci roku 1908 v pražské Stromovce ukončila předčasně život Jindřišky Slavínské. Ve věku 65 let dne 11. července 1908 tragicky zahynula následkem úrazu, když se ocitla pod kopyty koně, který se tehdy ve Stromovce před Šlechtovou restaurací splašil. Ve své poslední vůli Jindřiška Slavínská věnovala svůj dům hercům (na vybudování hereckého azylu) a královskému městu Praha odkázala své rozsáhlé umělecké sbírky. (V těchto sbírkách bylo mimo jiné mnoho děl Antonína Chitussiho nebo děl z dílny malířů z rodiny Mánesů).
Pohřeb Jindřišky Slavínské se konal 14. července 1908 do hrobky Skrejšovských na Olšanských hřbitovech. (VI, 7c, 64).
Policejní protokol ze dne 11. července 1908 popisoval tragickou událost následujícím způsobem:
"Policie sděluje o neštěstí na výstavišti toto. Dnes asi po 5. hodině odpolední jel promenádní cestou za průmyslovým palácem po druhé průvod květinového korsa, v němž zúčastnil se baron Gyergyesi se čtyřspřežním okrášleným povozem taženým ruskými vraníky. ... Jak zjištěno bylo, jsou koně velice krevní a temperamentní, následkem čehož jsou lekavými a potleskem i šumotem povstalým mezi obecenstvem počali se plašiti. ... Splašenými koňmi byla slečna Slavínská, bývalý člen Národního divadla, kopnuta s takovou prudkostí do hlavy, že utrpěla zlomeninu kosti lebeční a svému poranění podlehla. ... Splašení koně zranili i mnoho diváků, některé těžce."
Policejní protokol, 11. července 1908, 
Právo lidu (deník sociálních demokratů) referovalo o události ve svém vydání ze dne 12. července 1908 takto:
"Slavínská byla povalena a kopyto splašeného koně strašlivým úderem dopadlo na její obličej. V mžiku byl obličej rozbit, nos uražen, oči vyteklé. ... Ještě větší hrůzy byly způsobeny divokým úprkem, který nastal, sotva splašený kůň vrazil do lidu. Lidé padali na zem a jiní hnali se přes ně. Křik, volání o pomoc, nářek, úpění a sténání ohlušovalo."
Právo lidu, 12. července 1908, 
Ve čtvrtek 16. července 1908 napsal Jaroslav Hašek lístek, adresovaný své budoucí ženě Jarmile Mayerové (Jarmile Haškové). V něm popsal událost ze svého úhlu pohledu takto:
"Víš, já byl také na květinovém korzu a ještě s několika pány chytal jsem toho splašeného koně; mne odhodil stranou a já si vymkl palec. Sotva držím dnes ještě péro v ruce, ale palec zas je na svém místě, ale ještě několik neděl bude oteklý. Také jsem se uhodil do zad, že jsem nemohl hned popadnout dech."
Jaroslav Hašek - korespondence, 13. července 1908, 

## Divadelní role
- Berta Malmová (premiéra: sezona 1883/1884) – Sara, Hanna[5]
- Fedora (premiéra: sezona 1883/1884) – Baronka Ockarova[5]
- Frou-Frou (premiéra: sezona 1883/1884) – Vychovatelka[5]
- Jedenácté přikázání (premiéra: sezona 1883/1884) – Veronika[5]
- Josef Kajetán Tyl (premiéra: sezona 1883/1884) – Paní Lásková[5]
- Magelona (premiéra: sezona 1883/1884) – Helena Milínská[5]
- Makbeth (premiéra: sezona 1883/1884) – První čarodějnice[5]
- Nájemníci pana domácího (premiéra: sezona 1883/1884) – Paní Blondeauová[5]
- Opožděné psaní (premiéra: sezona 1883/1884) – Paní Solange[5]
- Paličova dcera (premiéra: sezona 1883/1884) – Vdova Jedličková[5]
- Panenské sliby (premiéra: sezona 1883/1884) – Paní Dobrovská[5]
- Pelikán (premiéra: sezona 1883/1884) – Paní de Vieuxtour[5]
- Pražský žid (premiéra: sezona 1883/1884) – Rebeka[5]
- Prospěcháři (premiéra: sezona 1883/1884) – Hraběnka Zenobie Skalinská[5]
- Romeo a Julie (premiéra: sezona 1883/1884) – Hraběnka Kapuletová[5]
- Řemeslnická merenda (premiéra: sezona 1883/1884) – Paní Wachtelová[5]
- Sen v noci svatojanské (premiéra: sezona 1883/1884) – Hypolita[5]
- Těžké ryby (premiéra: sezona 1883/1884) – Dorota[5]
- Zábavní vlak (premiéra: sezona 1883/1884) – Paní Pinchardová[5]
- Závisť (premiéra: sezona 1883/1884) – Agata[5]
- Bodří venkované (premiéra: sezona 1884/1885) – Buissonová[5]
- Diblík z hor (premiéra: sezona 1884/1885) – Marta Bartáková[5]
- Faust (premiéra: sezona 1884/1885) – Čarodějka[5]
- Karthaginka (premiéra: sezona 1884/1885) – Tiffa[5]
- Majitel hutí (premiéra: sezona 1884/1885) – Brigita[5]
- Mlynář a jeho dítě (premiéra: sezona 1884/1885) – Terezie, Vdova Záleská[5]
- Odetta (premiéra: sezona 1884/1885) – Sára Ventadourová[5]
- Příbuzní (premiéra: sezona 1884/1885) – Kateřina[5]
- Služebník svého pána (premiéra: sezona 1884/1885) – Donátová[5]
- Strakonický dudák (premiéra: sezona 1884/1885) – Lesana, Rosava[5]
- Strýc Sam (premiéra: sezona 1884/1885) – Paní Godvinová[5]
- Tvrdohlavci (premiéra: sezona 1884/1885) – Nanetta[5]
- Umrlčí hlava (premiéra: sezona 1884/1885) – Háta[5]
- Ve veřejném životě (premiéra: sezona 1884/1885) – Františka[5]
- Zbloudilá ovečka (premiéra: sezona 1884/1885) – Amédina[5]
- Zvon reklamy (premiéra: sezona 1884/1885) – Monika[5]
- Antony (premiéra: sezona 1885/1886) – Hostinská[5]
- Éra Kubánkova (premiéra: sezona 1885/1886) – Vdova Zásmucká[5]
- Julius Caesar (premiéra: sezona 1885/1886) – Druhá žena z lidu[5]
- Krištof Kolumbus (premiéra: sezona 1885/1886) – Clara[5]
- Vlasť (premiéra: sezona 1885/1886) – Gundula[5]
- Doktor Kalous (premiéra: sezona 1886/1887) – Marie[5]
- Flik a Flok (premiéra: sezona 1886/1887) – Marta[5]
- Fromont ml. a Risler st. (premiéra: sezona 1886/1887) – Mistress Dobson[5]
- Georgetta (premiéra: sezona 1886/1887) – Robertina[5]
- Jan Výrava (premiéra: sezona 1886/1887) – Kyralová[5]
- Jiříkovo vidění (premiéra: sezona 1886/1887) – Slečna Zuzana Poličanská[5]
- Koriolan (premiéra: sezona 1886/1887) – Valerie[5]
- Manželské štěstí (premiéra: sezona 1886/1887) – Klára[5]
- Naši furianti (premiéra: sezona 1886/1887) – Františka Bušková, Terezka[5]
- Šlechetníci (premiéra: sezona 1886/1887) – Ludmila[5]
- Válka v míru (premiéra: sezona 1886/1887) – Matilda[5]
- Čech a Němec (premiéra: sezona 1887/1888) – Dorotka[5]
- Král Lear (premiéra: sezona 1887/1888) – Regan[5]
- Lesní panna (premiéra: sezona 1887/1888) – Pí. Davisonová[5]
- Maloměstští diplomati (premiéra: sezona 1887/1888) – Veronika Omcirková[5]
- Milada (premiéra: sezona 1887/1888) – Marketa[5]
- Mravenci (premiéra: sezona 1887/1888) – Marta Palcová[5]
- Pařížský román (premiéra: sezona 1887/1888) – Paní de Luce[5]
- Rodina Benoitonova (premiéra: sezona 1887/1888) – Adolfina[5]
- Rodinná vojna (premiéra: sezona 1887/1888) – Paní Efrosina Špuláková[5]
- Sylvia, víla Dianina (premiéra: sezona 1887/1888) – Diana[5]
- Zlatohlávek (premiéra: sezona 1887/1888) – Paní z Rosbachu[5]
- Bibliotekář (premiéra: sezona 1888/1889) – Sarah Gildernová[5]
- Cesta kolem světa v 80 dnech (premiéra: sezona 1888/1889) – Nakahýra[5]
- Fantaska (premiéra: sezona 1888/1889) – Akvaria[5]
- Fotografie (premiéra: sezona 1888/1889) – Amalie[5]
- Fromont ml. a Risler st. (premiéra: sezona 1888/1889) – Mrs. Dobson[5]
- Jací jsou ti naši muži (premiéra: sezona 1888/1889) – Olga[5]
- Následky prvního manželství (premiéra: sezona 1888/1889) – Blanche[5]
- Nervosní ženy (premiéra: sezona 1888/1889) – Elvíra[5]
- Nora (premiéra: sezona 1888/1889) – Mariana[5]
- Orfeus v podsvětí (premiéra: sezona 1888/1889) – Juno[5]
- Pohádka o nalezeném štěstí (premiéra: sezona 1888/1889) – Vdova po chudém tkalci[5]
- Proletáři (premiéra: sezona 1888/1889) – Kamilla Szederváryová[5]
- Ravuggiollo, loupežník Apeninský (premiéra: sezona 1888/1889) – Klotilda Želinská[5]
- Světec či blázen (premiéra: sezona 1888/1889) – Vévodkyně de Almonte[5]
- Zastávka ve druhém poschodí (premiéra: sezona 1888/1889) – Nina[5]
- Zlatý pavouk (premiéra: sezona 1888/1889) – Hermina[5]
- Ďáblovy pilulky (premiéra: sezona 1889/1890) – Sklepnice první[5]
- Gazdina roba (premiéra: sezona 1889/1890) – Mešjanovka, Kotlibovka[5]
- Sedm havranů (premiéra: sezona 1889/1890) – Královna vil[5]
- Škola pohostinství (premiéra: sezona 1889/1890) – Naděžda Nikitišna[5]
- Tchyně (premiéra: sezona 1889/1890) – Paní Filochová[5]
- Vojnarka (premiéra: sezona 1889/1890) – Hospodská[5]
- Adrienna Lecouvreurová (premiéra: sezona 1890/1891) – Markýza de Vigny[5]
- Čest (premiéra: sezona 1890/1891) – Amalie[5]
- Ďáblova legenda (premiéra: sezona 1890/1891) – Paní Lutická[5]
- Diblík (premiéra: sezona 1890/1891) – Marta Bartáková[5]
- Druhá mladost (premiéra: sezona 1890/1891) – Marie Petrovna Šuvajová[5]
- Její pastorkyňa (premiéra: sezona 1890/1891) – Pastuchyňa[5]
- Křivé cesty (premiéra: sezona 1890/1891) – Vilemina[5]
- Macbeth (premiéra: sezona 1890/1891) – První čarodějka[5]
- Odetta (premiéra: sezona 1890/1891) – Sára Ventadourová[5]
- Rákoš Rákoczy (premiéra: sezona 1890/1891) – Dvořačka[5]
- Sen v noci Svatojanské (premiéra: sezona 1890/1891) – Hypolita[5]
- Sirotek lovoodský (premiéra: sezona 1890/1891) – Mrs. Judith Harleight[5]
- Svět malých lidí (premiéra: sezona 1890/1891) – Petráška[5]
- Fernanda (premiéra: sezona 1891/1892) – Paní de Brionne, Baronka[5]
- Královna loutek (premiéra: sezona 1891/1892) – Selka[5]
- Revisor (premiéra: sezona 1891/1892) – Fevroňa Petrovna Pošlepkina[5]
- Žurnalisté (premiéra: sezona 1891/1892) – Cizí zpěvačka[5]